# Marialita
La marialita és un mineral de la classe dels silicats, que pertany al grup de l'escapolita. Va rebre el nom l'any 1866 per Gerhard vom Rath en honor de la seva esposa, Maria Rosa vom Rath (1830-1888).

## Característiques
La marialita és un silicat de fórmula química Na₄Al₃Si9O24Cl. Cristal·litza en el sistema tetragonal. La seva duresa a l'escala de Mohs oscil·la entre 5,5 i 6.
Segons la classificació de Nickel-Strunz, la marialita pertany a «09.FB - Tectosilicats sense H₂O zeolítica amb anions addicionals» juntament amb els següents minerals: afghanita, bystrita, cancrinita, cancrisilita, davyna, franzinita, giuseppettita, hidroxicancrinita, liottita, microsommita, pitiglianoïta, quadridavyna, sacrofanita, tounkita, vishnevita, marinellita, farneseïta, alloriïta, fantappieïta, cianoxalita, balliranoïta, carbobystrita, depmeierita, kircherita, bicchulita, danalita, genthelvita, haüyna, helvina, kamaishilita, lazurita, noseana, sodalita, tsaregorodtsevita, tugtupita, meionita i silvialita.

## Formació i jaciments
Va ser descoberta a Pianura, als camps Flegreus de la província de Nàpols (Campània, Itàlia). Tot i no tractar-se d'una espècie gens habitual, ha estat descrita en jaciments de tots els continents del planeta, tret de l'Antàrtida.